# Шугаркрік (Пенсільванія)
Шугаркрік (англ. Sugarcreek) — місто (англ. borough) в США, в окрузі Венанго штату Пенсільванія. Населення — 4775 осіб (2020).

## Географія
Шугаркрік розташований за координатами 41°26′5″ пн. ш. 79°49′19″ зх. д. / 41.43472° пн. ш. 79.82194° зх. д. (41.434694, -79.821935).  За даними Бюро перепису населення США в 2010 році місто мало площу 100,10 км², з яких 97,16 км² — суходіл та 2,95 км² — водойми.

## Демографія
Згідно з переписом 2010 року, у селищі мешкали 5294 особи в 2161 домогосподарстві у складі 1513 родин. Густота населення становила 53 особи/км².  Було 2347 помешкань (23/км²).
Расовий склад населення:
| - 98,1 % — білих - 0,5 % — чорних або афроамериканців - 0,2 % — азіатів - 0,1 % — корінних американців |

До двох чи більше рас належало 1,0 %. Частка іспаномовних становила 1,0 % від усіх жителів.
За віковим діапазоном населення розподілялося таким чином: 20,4 % — особи молодші 18 років, 58,9 % — особи у віці 18—64 років, 20,7 % — особи у віці 65 років та старші. Медіана віку мешканця становила 45,5 року. На 100 осіб жіночої статі у селищі припадало 95,6 чоловіків;  на 100 жінок у віці від 18 років та старших — 90,5 чоловіків також старших 18 років.
Середній дохід на одне домашнє господарство  становив 55 892 долари США (медіана — 43 594), а середній дохід на одну сім'ю — 67 405 доларів (медіана — 62 125). Медіана доходів становила 46 176 доларів для чоловіків та 29 963 долари для жінок. За межею бідності перебувало 13,1 % осіб, у тому числі 20,9 % дітей у віці до 18 років та 5,5 % осіб у віці 65 років та старших.
Цивільне працевлаштоване населення становило 2408 осіб. Основні галузі зайнятості: освіта, охорона здоров'я та соціальна допомога — 26,1 %, виробництво — 23,6 %, роздрібна торгівля — 10,2 %, публічна адміністрація — 7,6 %.